# Kim Jung-ah
Kim Jung-ah (hangul: 김정아; hanja: 金廷娥; rr: Gim Jeong-ah; MR: Kim Jŏng-ah; Incheon, 2 de agosto de 1983), mais frequentemente creditada apenas como Jungah (hangul: 정아), é uma cantora e dançarina sul-coreana. Realizou sua estreia no cenário musical em janeiro de 2009 como membro do grupo feminino After School, deixando o mesmo em janeiro de 2016.

## Biografia
Jungah nasceu no dia 2 de agosto de 1983 em Incheon, Coreia do Sul. Em 2008, ainda como trainee, Jungah serviu como dançarina de apoio para Son Dam-bi no videoclipe da canção Bad Girl.

## Carreira
Jungah estreou com a primeira aparição não oficial de After School em 29 de dezembro de 2008 no SBS Song Festival, realizando "Play Girlz" com Son Dam-bi e Kahi. Em meados de 2009, alguns dias antes da estreia da After School, o grupo lançou seu single de estreia, intitulado AH! acompanhado de seu primeiro extended play, New Schoolgirl em 15 de janeiro. Em 17 de janeiro, o grupo fez sua primeira apresentação ao vivo no Music Core. Jungah tornou-se a líder do After School após a saída da integrante Kahi, líder original. Em setembro de 2012, foi anunciado que Jungah foi lançada no drama da MBC Every1, Reckless Family 2.
Em 7 de abril de 2015, a Pledis Entertainment anunciou que Jungah e o companheiro de gravadora Han Donggeun estariam lançando um dueto intitulado Between The Two Of Us em 16 de abril.
Em 28 de janeiro de 2016, o contrato da Jungah com a Pledis Entertainment expirou e ela se graduou do After School após sete anos de atividade. Em 25 de maio de 2016, Jungah anunciou que estreará como artista solo com um novo álbum em junho, com o rapper J-STAR. Em fevereiro de 2017, foi anunciado que Jungah apareceria no próximo drama da Mnet, The Idolmaster KR como uma cantora famosa que avalia as habilidades das estagiárias.

## Discografia

### Singles de trilha sonora
| Ano  | Título                                             | Álbum                |
| ---- | -------------------------------------------------- | -------------------- |
| 2010 | "You're Cute"                                      | Pasta OST.           |
| 2011 | "My Bell"                                          | Virgin               |
| 2012 | "Timeless" Raina feat. Jungah                      | Flashback            |
| 2013 | "Crying While Putting Make-up On" (Jungah & Raina) | First Love           |
| 2013 | "Hero" (Uee & Jungah)                              | Barefoot Friends OST |

## Filmografia

### Dramas
| Ano  | Título            | Papel | Emissora   |
| ---- | ----------------- | ----- | ---------- |
| 2012 | Reckless Family 2 |       | MBC every1 |

### Videoclipes
| Ano  | Título       | Artista        |
| ---- | ------------ | -------------- |
| 2011 | Bangkok City | Orange Caramel |

### Show de Variedades
| Ano       | Título                      | Notas            |
| --------- | --------------------------- | ---------------- |
| 2013-2014 | After School's Beauty Bible | com After School |